# Параухано
Параухано (Añú, Anun, Parahujano, Paraujano) — почти исчезнувший индейский язык, относящийся к аравакской языковой семье, на котором говорит народ параухано, проживающий в районе Венесуэльского залива в штате Сулия в Венесуэле. Имеет диалекты алиле и тоа.